# Millions Now Living Will Never Die
 (janvier 2024).
Si vous disposez d'ouvrages ou d'articles de référence ou si vous connaissez des sites web de qualité traitant du thème abordé ici, merci de compléter l'article en donnant les références utiles à sa vérifiabilité et en les liant à la section « Notes et références ».
Albums de Tortoise
Tortoise
(1994) TNT
(1998)
Millions Now Living Will Never Die est le deuxième album du groupe Tortoise, sorti en 1996.

## Liste des titres
1. Djed 7:33
2. Glass Museum 5:27
3. A Survey 2:52
4. The Taut and Tame 5:01
5. Dear Grandma and Grandpa 2:49
6. Along the Banks of Rivers 5:50
7. Gamera" (bonus track) 11:55
8. Goriri" (bonus track) 6:39
9. Restless Waters" (bonus track) 3:41
10. A Grape Dope" (bonus track) 4:12